# Bulgarische Fußballmeisterschaft der Frauen
Die Balgarska Schenska Liga (bulgarisch Българска женска лига) ist die höchste Spielklasse im bulgarischen Frauenfußball. Die bulgarische Fußballmeisterschaft der Frauen wird seit 1985 ausgetragen und vom bulgarischen Fußballverband BFS ausgerichtet.

## Geschichte
Bereits im Jahr 1967 wurde erstmals ein Demonstrationsspiel zweier Frauenfußballmannschaften im bulgarischen Russe ausgetragen, obwohl es zu diesem Zeitpunkt noch keine offiziellen Frauenteams in Bulgarien gab. Erst 1980 wurde in Russe die erste Frauenmannschaft gegründet, die am 26. Oktober 1980 das erste bulgarische Frauenfußballspiel vor angeblich fast 10.000 Zuschauern austrug.
Ein Jahr später spielte mit Akademik Sofia das erste bulgarische Frauenteam gegen eine Mannschaft aus Russland und bestritt damit das erste internationale Frauenspiel. Die Partie soll offiziellen Angaben zufolge von etwa 15.000 Zuschauern verfolgt worden sein. Ab diesem Zeitpunkt gab es Bestrebungen zur Gründung einer Frauenfußball-Liga, die zur Saison 1985/86 offiziell vom bulgarischen Fußballverband BFS eingeführt wurde.

## Modus
In der ersten Saison 1985/86 nahmen 19 Mannschaften teil, die die verschiedenen Distrikte Bulgariens (die heutigen Oblaste) repräsentierten. In einem komplizierten Modus ermittelten sie mit Akademik Sofia den ersten bulgarischen Frauenfußballmeister. Die Zahl der teilnehmenden Teams schwankt seither stark (in den 1990er-Jahren nahmen zwischenzeitlich nur noch drei Vereine an der Meisterschaft teil). Heute besteht die Liga aus 14 Mannschaften, von denen sich der Meister für die Champions League qualifiziert.

## Teilnehmer 2023/24
| Verein                    | Stadt          | Stadion               | Kapazität |
| ------------------------- | -------------- | --------------------- | --------- |
| Enko Plowdiw              | Plowdiw        | Stadion Plowdiw       | 1000      |
| FC NSA Sofia              | Sofia          | Stadion NSA           | 1000      |
| FC Sewliewo               | Sewliewo       | Stadion Rakowski      | 5000      |
| FK LP Super Sport Sofia   | Sofia          | Stadion German        | 2000      |
| FK Sofia 2021             | Sofia          | Stadion Akademik      | 2000      |
| Lokomotive Stara Sagora   | Stara Sagora   | Lokomotiv-Stadion     | 2000      |
| Ludogorez Rasgrad         | Rasgrad        | Eagles’ Nest          | 2000      |
| Paldin Plowdiw            | Plowdiw        | Paldin-Stadion        | 1000      |
| Pirin Blagoewgrad         | Blagoewgrad    | Christo-Botew-Stadion | 7500      |
| Rial Kowaschewtsi         | Kowaschewtsi   | Stadion Dimitrowets   | 1000      |
| Sportika Blagoewgrad      | Blagoewgrad    | Christo-Botew-Stadion | 7500      |
| Svetkawitsa Gradeschnitsa | Gradeschnitsa  | Gradeschnitsa-Stadion | 1000      |
| WFC Dunaw Russe           | Russe          | Gradski stadion Russe | 13.000    |
| WFC Etar Weliko Tarnowo   | Weliko Tarnowo | Iwajlo-Stadion        | 25.000    |

## Bisherige Meister
| Saison  | Meister                      | Vizemeister             |
| ------- | ---------------------------- | ----------------------- |
| 1985/86 | Akademik Sofia (1.)          | Beroe Stara Sagora      |
| 1986/87 | Akademik Sofia (2.)          | ZSKA Sofia              |
| 1987/88 | Akademik Sofia (3.)          | ZSKA Sofia              |
| 1988/89 | ZSKA Sofia (1.)              | Akademik Sofia          |
| 1989/90 | Akademik Sofia (4.)          | ZSKA Sofia              |
| 1990/91 | FC NSA Sofia (1.)            | Hebar Pasardschik       |
| 1991/92 | Lokomotive Stara Sagora (1.) | FC NSA Sofia            |
| 1992/93 | ZSKA Sofia (2.)              | FK Grand Hotel Warna    |
| 1993/94 | FK Grand Hotel Warna (1.)    | Lokomotive Plowdiw      |
| 1994/95 | FK Grand Hotel Warna (2.)    | FC NSA Sofia            |
| 1995/96 | FK Grand Hotel Warna (3.)    | FK Neftochimik          |
| 1996/97 | FK Grand Hotel Warna (4.)    | Lokomotive Plowdiw      |
| 1997/98 | FK Grand Hotel Warna (5.)    | WFC Port Warna          |
| 1998/99 | FK Grand Hotel Warna (6.)    | PFC Trivia Burgas       |
| 1999/00 | FK Grand Hotel Warna (7.)    | FC NSA Sofia            |
| 2000/01 | FK Grand Hotel Warna (8.)    | FC NSA Sofia            |
| 2001/02 | FK Grand Hotel Warna (9.)    | FK LP Super Sport Sofia |
| 2002/03 | FK Grand Hotel Warna (10.)   | FK LP Super Sport Sofia |
| 2003/04 | FK LP Super Sport Sofia (1.) | FK Grand Hotel Warna    |
| 2004/05 | FC NSA Sofia (2.)            | FK LP Super Sport Sofia |
| 2005/06 | FC NSA Sofia (3.)            | FK LP Super Sport Sofia |
| 2006/07 | FC NSA Sofia (4.)            | FK LP Super Sport Sofia |
| 2007/08 | FC NSA Sofia (5.)            | FK LP Super Sport Sofia |
| 2008/09 | FC NSA Sofia (6.)            | Olympia Sofia           |
| 2009/10 | FC NSA Sofia (7.)            | FK LP Super Sport Sofia |
| 2010/11 | FC NSA Sofia (8.)            | FK LP Super Sport Sofia |
| 2011/12 | FC NSA Sofia (9.)            | FK LP Super Sport Sofia |
| 2012/13 | FC NSA Sofia (10.)           | Sportika Blagoewgrad    |
| 2013/14 | FC NSA Sofia (11.)           | FK LP Super Sport Sofia |
| 2014/15 | FC NSA Sofia (12.)           | FK LP Super Sport Sofia |
| 2015/16 | FC NSA Sofia (13.)           | FK LP Super Sport Sofia |
| 2016/17 | FC NSA Sofia (14.)           | FK LP Super Sport Sofia |
| 2017/18 | FC NSA Sofia (15.)           | FK LP Super Sport Sofia |
| 2018/19 | FC NSA Sofia (16.)           | Sportika Blagoewgrad    |
| 2019/20 | FC NSA Sofia (17.)           | Paldin Plowdiw          |
| 2020/21 | FC NSA Sofia (18.)           | Lokomotive Plowdiw      |
| 2021/22 | Lokomotive Stara Sagora (2.) | FC NSA Sofia            |
| 2022/23 | Lokomotive Stara Sagora (3.) | FC NSA Sofia            |
| 2023/24 | FC NSA Sofia (19.)           | Lokomotive Stara Sagora |

(Quelle:; in Klammer die Anzahl der Meistertitel)

### Statistik
| Titel | Verein                  | Letzter Titel |
| ----- | ----------------------- | ------------- |
| 19    | FC NSA Sofia            | 2024          |
| 10    | FK Grand Hotel Warna    | 2003          |
| 04    | Akademik Sofia          | 1988          |
| 03    | Lokomotive Stara Sagora | 2023          |
| 02    | ZSKA Sofia              | 1993          |
| 01    | FK LP Super Sport Sofia | 2004          |

### Rekorde
- Meiste Titel: FC NSA Sofia (18 Titel)
- Meiste Titel in Folge: FC NSA Sofia (17 Titel, 2005–2021)